# Schäffer Emil
Schäffer Emil (Bielsko-Biała, 1874. szeptember 30. – Kassa, 1944. július 5. körül) osztrák származású művészettörténész, színpadi író.

## Életpályája
1893-ban érettségizett. Egyetemi tanulmányait Berlinben és Lipcsében végezte el, ahol művészettörténet mellett zenetanulmányokkal is foglalkozott. 1894-ben egy vándorszínész-társulathoz csatlakozott; bejárta Olaszországot és Luganoban telepedett le. 1898-ban a boroszlói egyetemen doktorált, A nő a velencei festészetben című disszertációjával, amelynek gazdagon illusztrált könyvkiadását Richard Muthernek ajánlotta. 1904-től jelentek meg művészettörténeti munkái, amelyekkel nemzetközi hírnévre tett szert. Az 1920-as évek elején Schaubücher címmel művészettörténeti, esztétikai ismeretterjesztő sorozatot írt. Az 1930-as évek elején Bécsbe költözött. 1935-ben Sopronban telepedett le. Nem tért vissza Svájcba a második világháború alatt sem. 1944-ben Sopronból az auschwitzi koncentrációs tábor felé deportálták; a vagonban megmérgezte magát.
Rubens és van Dyck műveinek egyik legnevesebb ismerője.

## Családja
Schäffer Viktor (1844-1919) textilgyáros és felesége, Margarethe fia volt. 1908-ban feleségül vette Olga Mauksch (1887–1982) énekesnőt (későbbi nevén Olga Eisner). Két lányuk született; 1922-ben váltak el.

## Művei
- Die Frau in der venezianischen Malerei. Ein Versuch. F. Bruckmann (München, 1899)
- Das Florentiner Bildnis. F. Bruckmann (München, 1904)
- Van Dyck. Des Meisters Gemälde. Deutsche Verlags-Anstalt (Stuttgart/Lipcse, 1909)
- Lothar Schmidt-tel: Christiane: Ein Spiel in 3 Akten aus der Goethezeit. G. Müller (München, 1914)
- (Hrsg.): Goethes äussere Erscheinung: Literarische und künstlerische Dokumente seiner Zeitgenossen. Insel (Lipcse, 1914)
- Von Bildern und Menschen der Renaissance. Bard (Berlin, 1914)
- Gedanken Machiavellis. Ausgewählt und übersetzt von Emil Schaeffer. Insel (Lipcse, 1918)
- Sandro Botticelli: Ein Profil. Mit 80 Tafeln nach Gemälden Botticellis in Schnellpressen-Kupferdruck und 8 Tafeln nach seinen Handzeichnungen zu Dantes Göttlicher Komödie in Lichtdruck. J. Bard (Berlin, 1921)
- (Hrsg.): Leben des Benvenuto Cellini von ihm selbst geschrieben. Übersetzung von Goethe. Frankfurter Verlags-Anstalt (Frankfurt am Main, 1924)
- (Hrsg.): Alfred von Reumont: Frauenschicksale in der Renaissance. W. Jess (Drezda, 1927)
- Raffaels Sixtinische Madonna als Erlebnis der Nachwelt. W. Jess (Drezda, 1927)
- (Hrsg.): Johannes Voigt: Deutsches Hofleben zur Zeit der Reformation. W. Jess (Drezda, 1927)
- Der Rhein von den Alpen bis zum Meere. 67 Bilder, eingeleitet von Hermann von Wedderkop, erläutert von Emil Schaeffer. Schaubücher Bd. 40, Orell Füssli (Zürich, 1931)
- Bismarck als Warner und Prophet. Eine Zusammenstellung von Emil Schaeffer. W. Jess (Drezda, 1932)
- Hermann Hubacher. 48 Tafeln mit einer Einleitung von Emil Schaeffer. Schwabe (Bázel, 1935)
- (Hrsg.): Schaubücher. Buchreihe mit ca. 40 Einzelbänden. Orell Füssli (Zürich, 1929-1932)

## Fordítás
- Ez a szócikk részben vagy egészben  az   Emil Schaeffer című német Wikipédia-szócikk ezen változatának fordításán alapul.  Az eredeti cikk szerkesztőit annak laptörténete sorolja fel. Ez a jelzés csupán a megfogalmazás eredetét és a szerzői jogokat jelzi, nem szolgál a cikkben szereplő információk forrásmegjelöléseként.